# Prasinocyma vagrans
Prasinocyma vagrans là một loài bướm đêm trong họ Geometridae.